# Сагынбаева, Шайирбу
Шайирбу Сагынбаева - основательница и руководительница мастерской и общественного объединения для помощи пациентам с онкологией “Вместе ради жизни”. Также ею был открыт некоммерческий хостел-общежитие для пациентов, проживающих вдали от лечебного центра в столице. В 2023 году Сагынбаева стала одной из 100 вдохновляющих и влиятельных женщин мира по версии BBC. 

## “Вместе ради жизни”
Шайирбу Сагынбаева заболела раком в 2017 году и провела три года за лечением, сейчас болезнь находится в стадии ремиссии. Объединившись с женщинами, которые также столкнулись с онкологией, в 2019 году она создала общественное объединение “Вместе ради жизни” для оказания социально-психологической помощи для пациентов с онкологией. Это онкомастерская, в которой волонтеры и женщины, которые сталкиваются с финансовыми трудностями шьют одежду, сумки и различные изделия с национальными кыргызскими орнаментами. Сумма с продажи которых идет на лечение пациентов. По словам Сагынбаевой, лечение онкологии является дорогостоящим и пациенты, в особенности женщины, оказываются в сложном и уязвимом положении из-за затрат на лечение.
Позже Шайирбу Сагынбаева открыла хостел неподалеку от Национального центра онкологии для женщин из отдаленных регионов Кыргызстана, которые приезжают на получение химиотерапии в Бишкеке, столице страны, так как в регионах медицинские услуги могут быть недоступны. В хостеле пациенты могут пожить бесплатно, пока получают лечение и периодически приезжать останавливаться для получения курса химиотерапии в центре онкологии.
Помимо мастерской и хостела, центр оказывает гуманитарную, психологическую и консультативную поддержку пациентам со всех уголков страны и охватывают до 1500 человек. Волонтеры “Вместе ради жизни” участвуют и организовывают благотворительные акции и мероприятия в поддержку онкопациентов. На сегодня объединение помогло 37 женщинам на сумму более 4 миллионов сомов. 

## В списке 100 влиятельных женщин по версии BBC
Ежегодно британская телерадиовещательная организация BBC составляет список из 100 выдающихся женщин со всего мира, делающих вклад в свои сообщества в сфере науки, здравоохранения,  технологии, политики, искусства и тд. В этот список в 2023 году вошла и Шайирбу Сагынбаева.  